# Millrose Games 2024
Millrose Games 2024 – 116. edycja międzynarodowego mityngu lekkoatletycznego, który odbył się w dniach 9–11 lutego 2024 w Armory Track&Field Center w Nowym Jorku.
Zawody były szóstą odsłoną znajdującego się w kalendarzu World Athletics Indoor Tour Gold, cyklu najbardziej prestiżowych zawodów halowych, organizowanych pod egidą World Athletics w sezonie 2024.
Rozegranych zostało 13 konkurencji. Ponadto zostały rozegrane halowe mistrzostwa Stanów Zjednoczonych w chodzie na milę.

## Wyniki

### Mężczyźni
| Pozycja | Tor | Zawodnik               | Państwo           | Czas        | Pkt. |
| ------- | --- | ---------------------- | ----------------- | ----------- | ---- |
| 01 !    | 4   | Christian Coleman      | Stany Zjednoczone | 6,51        | 10   |
| 02 !    | 6   | Abdul Hakim Sani Brown | Japonia           | 6,54        | 7    |
| 03 !    | 5   | Ackeem Blake           | Jamajka           | 6,55        | 5    |
| 4.      | 2   | Ryiem Forde            | Jamajka           | 6,60 (,596) | 3    |
| 5.      | 9   | J.T. Smith             | Stany Zjednoczone | 6,60 (,598) |      |
| 6.      | 1   | Shakur Williams        | Jamajka           | 6,61 (,606) |      |
| 7.      | 7   | Demek Kemp             | Stany Zjednoczone | 6,61 (,610) |      |
| 8.      | 3   | Andre De Grasse        | Kanada            | 6,62        |      |
| 9.      | 8   | Miles Lewis            | Portoryko         | 6,66        |      |

| Pozycja | Tor | Zawodnik      | Państwo           | Czas    | Pkt. |
| ------- | --- | ------------- | ----------------- | ------- | ---- |
| 01 !    | 6   | Bryce Hoppel  | Stany Zjednoczone | 1:45,54 | 10   |
| 02 !    | 5   | Noah Kibet    | Kenia             | 1:46,09 | 7    |
| 03 !    | 3   | Mark English  | Irlandia          | 1:46,61 | 5    |
| 4.      | 7   | Luciano Fiore | Stany Zjednoczone | 1:46,73 | 3    |
| 5.      | 1   | Luis Peralta  | Dominikana        | 1:46,74 |      |
| 6.      | 2   | Sam Ellis     | Stany Zjednoczone | 1:47,44 |      |
| 07 !    | 8   | CJ Jones      | Stany Zjednoczone | DNF     |      |
| 08 !    | 4   | Saúl Ordóñez  | Hiszpania         | DNS     |      |

| Pozycja | Zawodnik                    | Państwo           | Czas    |
| ------- | --------------------------- | ----------------- | ------- |
| 01 !    | Yared Nuguse                | Stany Zjednoczone | 3:47,83 |
| 02 !    | Hobbs Kessler               | Stany Zjednoczone | 3:48,66 |
| 03 !    | George Mills                | Wielka Brytania   | 3:48,93 |
| 4.      | Adam Fogg                   | Wielka Brytania   | 3:49,62 |
| 5.      | Casey Comber                | Stany Zjednoczone | 3:51,92 |
| 6.      | Adam Spencer                | Australia         | 3:52,70 |
| 7.      | Charles Philibert-Thiboutot | Kanada            | 3:53,12 |
| 8.      | Cooper Teare                | Stany Zjednoczone | 3:53,41 |
| 9.      | Liam Murphy                 | Stany Zjednoczone | 3:53,96 |
| 10.     | Mario García                | Hiszpania         | 3:54,15 |
| 11.     | Sam Prakel                  | Stany Zjednoczone | 3:55,09 |
| 12.     | Andrew Coscoran             | Irlandia          | 4:01,69 |
| 13 !    | Derek Holdsworth            | Stany Zjednoczone | DNF     |

| Pozycja | Zawodnik        | Państwo           | Czas    | Pkt. |
| ------- | --------------- | ----------------- | ------- | ---- |
| 01 !    | Josh Kerr       | Wielka Brytania   | 8:00,67 | 10   |
| 02 !    | Grant Fisher    | Stany Zjednoczone | 8:03,62 | 7    |
| 03 !    | Cole Hocker     | Stany Zjednoczone | 8:05,70 | 5    |
| 4.      | George Beamish  | Nowa Zelandia     | 8:05,73 | 3    |
| 5.      | Morgan McDonald | Australia         | 8:12,01 |      |
| 6.      | Kieran Lumb     | Kanada            | 8:14,52 |      |
| 7.      | Keita Satō      | Japonia           | 8:14,71 |      |
| 8.      | Samuel Firewu   | Etiopia           | 8:15,69 |      |
| 9.      | Joe Klecker     | Stany Zjednoczone | 8:20,57 |      |
| 10 !    | Hazem Miawad    | Egipt             | DNF     |      |
| 10 !    | AJ Ernst        | Stany Zjednoczone | DNF     |      |

| Pozycja | Tor | Zawodnik        | Państwo           | Czas        |
| ------- | --- | --------------- | ----------------- | ----------- |
| 01 !    | 1   | Dylan Beard     | Stany Zjednoczone | 7,44        |
| 02 !    | 5   | Daniel Roberts  | Stany Zjednoczone | 7,51        |
| 03 !    | 4   | Trey Cunningham | Stany Zjednoczone | 7,52 (,512) |
| 4.      | 3   | Cordell Tinch   | Stany Zjednoczone | 7,52 (,516) |
| 5.      | 7   | Damion Thomas   | Jamajka           | 7,64        |
| 6.      | 6   | Michael Dickson | Stany Zjednoczone | 7,70        |
| 7.      | 8   | Orlando Bennett | Jamajka           | 7,76        |
| 8.      | 2   | Giano Roberts   | Jamajka           | 7,80        |

| Pozycja | Zawodnik           | Państwo           | Wynik | Pkt. |
| ------- | ------------------ | ----------------- | ----- | ---- |
| 01 !    | Christopher Nilsen | Stany Zjednoczone | 5,82  | 10   |
| 02 !    | KC Lightfoot       | Stany Zjednoczone | 5,82  | 7    |
| 03 !    | Austin Miller      | Stany Zjednoczone | 5,75  | 5    |
| 4.      | Zach Bradford      | Stany Zjednoczone | 5,75  | 3    |
| 5.      | Zach McWhorter     | Stany Zjednoczone | 5,50  |      |
| 6.      | Matt Ludwig        | Stany Zjednoczone | 5,35  |      |

### Kobiety
| Pozycja | Tor | Zawodniczka           | Państwo           | Czas        |
| ------- | --- | --------------------- | ----------------- | ----------- |
| 01 !    | 4   | Julien Alfred         | Saint Lucia       | 6,99        |
| 02 !    | 5   | Sashalee Forbes       | Jamajka           | 7,14        |
| 03 !    | 6   | Destiny Smith-Barnett | Stany Zjednoczone | 7,16        |
| 4.      | 2   | Briana Williams       | Jamajka           | 7,25        |
| 5.      | 3   | Tamara Clark          | Stany Zjednoczone | 7,27 (,261) |
| 6.      | 1   | English Gardner       | Stany Zjednoczone | 7,27 (,267) |
| 7.      | 8   | Crystal Emmanuel      | Kanada            | 7,37        |
| 8.      | 7   | Shannon Ray           | Stany Zjednoczone | 7,38        |

| Pozycja | Tor | Zawodniczka      | Państwo           | Czas  | Pkt. |
| ------- | --- | ---------------- | ----------------- | ----- | ---- |
| 01 !    | 4   | Talitha Diggs    | Stany Zjednoczone | 36,21 | 10   |
| 02 !    | 5   | Rhasidat Adeleke | Irlandia          | 36,42 | 7    |
| 03 !    | 3   | Leah Anderson    | Jamajka           | 37,40 | 5    |
| 4.      | 6   | Candice McLeod   | Jamajka           | 38,01 | 3    |

| Pozycja | Tor | Zawodniczka      | Państwo           | Czas    |
| ------- | --- | ---------------- | ----------------- | ------- |
| 01 !    | 3   | Allie Wilson     | Stany Zjednoczone | 2:01,61 |
| 02 !    | 5   | Olivia Baker     | Stany Zjednoczone | 2:01,91 |
| 03 !    | 7   | Lorena Martín    | Hiszpania         | 2:01,93 |
| 4.      | 2   | Kaela Edwards    | Stany Zjednoczone | 2:02,06 |
| 5.      | 1   | Gabija Galvydytė | Litwa             | 2:02,24 |
| 6.      | 4   | Raevyn Rogers    | Stany Zjednoczone | 2:02,49 |
| 07 !    | 6   | Emily Richards   | Stany Zjednoczone | DNF     |

| Pozycja | Zawodniczka             | Państwo           | Czas    | Pkt. |
| ------- | ----------------------- | ----------------- | ------- | ---- |
| 01 !    | Elle Purrier St. Pierre | Stany Zjednoczone | 4:16,41 | 10   |
| 02 !    | Jessica Hull            | Australia         | 4:19,03 | 7    |
| 03 !    | Susan Ejore             | Kenia             | 4:20,61 | 5    |
| 4.      | Yolanda Ngarambe        | Szwecja           | 4:23,68 | 3    |
| 5.      | Dani Jones              | Stany Zjednoczone | 4:23,80 |      |
| 6.      | Marta Pérez             | Hiszpania         | 4:23,88 |      |
| 7.      | Simone Plourde          | Kanada            | 4:24,67 |      |
| 8.      | Maia Ramsden            | Nowa Zelandia     | 4:24,83 |      |
| 9.      | Lucia Stafford          | Kanada            | 4:24,92 |      |
| 10.     | Josette Andrews         | Stany Zjednoczone | 4:25,86 |      |
| 11.     | Anna Camp-Bennett       | Stany Zjednoczone | 4:26,95 |      |
| 12 !    | Sadi Henderson          | Stany Zjednoczone | DNF     |      |
| 12 !    | Helen Schlachtenhaufen  | Stany Zjednoczone | DNF     |      |

| Pozycja | Zawodniczka      | Państwo           | Czas    |
| ------- | ---------------- | ----------------- | ------- |
| 01 !    | Laura Muir       | Wielka Brytania   | 9:04,84 |
| 02 !    | Melknat Wedu     | Etiopia           | 9:07,12 |
| 03 !    | Alicia Monson    | Stany Zjednoczone | 9:09,70 |
| 4.      | Nikki Hiltz      | Stany Zjednoczone | 9:15,80 |
| 5.      | Nozomi Tanaka    | Japonia           | 9:16,76 |
| 6.      | Emily Mackay     | Stany Zjednoczone | 9:18,29 |
| 7.      | Emily Infeld     | Stany Zjednoczone | 9:23,58 |
| 8.      | Courtney Wayment | Stany Zjednoczone | 9:24,71 |
| 9.      | Abby Nichols     | Stany Zjednoczone | 9:35,30 |
| 10.     | Alicja Konieczek | Polska            | 9:35,43 |
| 11.     | Roisin Flanagan  | Irlandia          | 9:36,70 |
| 12.     | Krissy Gear      | Stany Zjednoczone | 9:41,26 |
| 13 !    | Laurie Barton    | Stany Zjednoczone | DNF     |
| 14 !    | Medina Eisa      | Etiopia           | DQ      |

| Pozycja | Tor | Zawodniczka       | Państwo           | Czas        | Pkt. |
| ------- | --- | ----------------- | ----------------- | ----------- | ---- |
| 01 !    | 4   | Devynne Charlton  | Bahamy            | 7,67        | 10   |
| 02 !    | 5   | Danielle Williams | Jamajka           | 7,79 (,784) | 7    |
| 03 !    | 6   | Tia Jones         | Stany Zjednoczone | 7,79 (,786) | 5    |
| 4.      | 7   | Ackera Nugent     | Jamajka           | 7,80        | 3    |
| 5.      | 1   | Cindy Sember      | Wielka Brytania   | 7,91        |      |
| 6.      | 3   | Nia Ali           | Stany Zjednoczone | 7,95        |      |
| 7.      | 8   | Megan Tapper      | Jamajka           | 7,98        |      |
| 8.      | 2   | Sharika Nelvis    | Stany Zjednoczone | 8,05        |      |
| 9.      | 9   | Aleesa Samuel     | Stany Zjednoczone | 8,26        |      |

| Pozycja | Zawodniczka         | Państwo           | Wynik | Pkt. |
| ------- | ------------------- | ----------------- | ----- | ---- |
| 01 !    | Jarosława Mahuczich | Ukraina           | 2,00  | 10   |
| 02 !    | Vashti Cunningham   | Stany Zjednoczone | 1,97  | 7    |
| 03 !    | Nawal Meniker       | Francja           | 1,86  | 5    |
| 4.      | Elisabeth Pihela    | Estonia           | 1,86  | 3    |
| 5.      | Kimberly Williamson | Jamajka           | NM    |      |

## Rekordy
Podczas mityngu ustanowiono 22 krajowe rekordy w kategorii seniorów:
| Zawodnik                | Reprezentacja     | Konkurencja               | Rezultat |
| ----------------------- | ----------------- | ------------------------- | -------- |
| Luis Peralta            | Dominikana        | bieg na 800 m             | 1:46,74  |
| George Mills            | Wielka Brytania   | bieg na milę              | 3:48,93  |
| Josh Kerr               | Wielka Brytania   | bieg na 3000 m            | 7:30,14  |
| George Beamish          | Nowa Zelandia     | bieg na 3000 m            | 7:34,88  |
| Keita Satō              | Japonia           | bieg na 3000 m            | 7:42,56  |
| George Beamish          | Nowa Zelandia     | bieg na 2 mile            | 8:05,73  |
| Morgan McDonald         | Australia         | bieg na 2 mile            | 8:12,01  |
| Keita Satō              | Japonia           | bieg na 2 mile            | 8:14,71  |
| Rhasidat Adeleke        | Irlandia          | bieg na 300 m             | 36,42    |
| Jessica Hull            | Australia         | bieg na 1500 m            | 4:01,19  |
| Maia Ramsden            | Nowa Zelandia     | bieg na 1500 m            | 4:07,18  |
| Elle Purrier St. Pierre | Stany Zjednoczone | bieg na milę              | 4:16,41  |
| Jessica Hull            | Australia         | bieg na milę              | 4:19,03  |
| Susan Ejore             | Kenia             | bieg na milę              | 4:20,61  |
| Yolanda Ngarambe        | Szwecja           | bieg na milę              | 4:23,68  |
| Marta Pérez             | Hiszpania         | bieg na milę              | 4:23,88  |
| Nozomi Tanaka           | Japonia           | bieg na 3000 m            | 8:40,05  |
| Laura Muir              | Wielka Brytania   | bieg na 2 mile            | 9:04,84  |
| Alicia Monson           | Stany Zjednoczone | bieg na 2 mile            | 9:09,70  |
| Nozomi Tanaka           | Japonia           | bieg na 2 mile            | 9:16,76  |
| Rosin Flanagan          | Irlandia          | bieg na 2 mile            | 9:36,70  |
| Devynne Charlton        | Bahamy            | bieg na 60 m przez płotki | 7,67     |

Ponadto Josh Kerr ustanowił najlepszy wynik w historii w biegu na 2 mile – 8:00,67.